# Motociklistička traka
Motociklistička traka je izraz koji se koristi za posebnu prometnu traku na kolniku koja je namijenjena malim motornim vozilima kao što su motocikli, skuteri, mopedi, trokolice i slično. Obično se nalazi između ostalih traka, označena s 2 paralelne žute ili bijele linije. Zbog popularnosti takvih vozila, u nekoliko azijskih zemalja, na cestama se često nalaze trake namijenjene motociklima. Danas ih se može naći i u Sjevernoj Americi, te u nekim Europskim državama.